# Jack Wolfskin
Jack Wolfskin GmbH & Co. KGaA — німецька компанія, виробник туристичного спорядження, одягу, рюкзаків, наметів, багажних валіз та функціонального взуття. Заснована 1981 року у Франкфурті-на-Майні.
Перший фірмовий магазин відкрився у 1993 році в німецькому місті Гайдельберг. Станом на 2016 рік діяло 928 фірмових магазинів у світі (з них 267 у Європі, 659 в Азії і 2 у Південній Америці).
За словами президента компанії Манфреда Хелла, назва компанії народилася під час походу біля вогнища в Канаді й була навіяна виттям вовка в далечині, відчувався дух «Поклику пращурів» Джека Лондона.
Виробництво Jack Wolfskin розташоване в 16 країнах, найбільші з них у Китаї, В'єтнамі і Таїланді. Центральний склад площею 21000 м² розміщений у Гамбурзькому порту.
Вироби Jack Wolfskin згруповані за призначенням.

## Призначення
- Альпінізм
- Туризм
- Походи
- Подорожі
- Сім'я
- Повсякденний одяг